# ديفيد ستويانوف
ديفيد ستويانوف هو لاعب كرة قدم بلغاري في مركز الدفاع، ولد في 13 مارس 1991 في برنيك في بلغاريا. لعب مع PFC Bansko ‏.

## وصلات خارجية
- ديفيد ستويانوف على موقع قاعدة بيانات كرة القدم.إي يو (الإنجليزية)
- ديفيد ستويانوف على موقع Soccerway.com (الإنجليزية)